# اتفاقية الدفاع المشترك بين مصر والأردن
اتفاقية الدفاع المشترك بين مصر والأردن هي اتفاقية عسكرية بين مصر والأردن. وقعت في 30 مايو 1967. وقع الإتفاقية عن الجانب الأردني الملك الحسين بن طلال وعن الجانب المصري جمال عبدالناصر وعلى إثر هذه الاتفاقية سافر الفريق عبد المنعم رياض إلى العاصمة الأردنية عمّان، ومعه كتيبتان من كتائب قوات الصاعقة المصرية، وفرقة عمليات، ومعدات دفاع جوي.